# 西尾優
西尾 優（にしお まさる、1922年（大正11年）1月24日 - 2009年（平成21年）11月15日）は日本の教育官僚、政治家。鳥取県教育長、鳥取市長。

## 経歴

### 朝鮮での幼年時代と学問を志す日々
- 1922年 - 日本統治時代の朝鮮忠清北道清州郡清州面（現在の清州市）にて七人兄弟姉妹の次男として生まれる。
- 1931年 - 視学としての赴任を終えた父と共に帰国し、鳥取県岩美郡国安村（現・鳥取市）の実家に戻る。倉田尋常高等小学校（現・鳥取市立倉田小学校）に編入。
- 1934年 - 旧制鳥取第二中学校（現・鳥取県立鳥取東高等学校）に進学。翌年、父が鳥取市役所に職を得て、鳥取市庖丁人町の借家に転居。さらに1938年には鳥取市東町の住宅を父が購入し、ここに生涯住むことになる。
- 1939年 - 旧制高校、高等工業、高等商業、高等農業など進学先に悩んだが、鳥取高等農業学校農芸化学科に進学した。ここでの3年間も師や友に恵まれ専門書を繰り返し読み、物理化学の勉学にいそしみ大学への進学を決断。
- 1942年 - 九州帝国大学農学部農芸化学科に進学。充実した学生生活で、学問への情熱に燃え、学者になることを夢見るが、逼迫する戦況のため就学は実質2年間だった。級友が次々に学徒出陣して行き、自分も国家のために身を投じるべきと考えるようになった。

### 陸軍委託生からソ連抑留へ
- 1944年 - 陸軍委託性として東京第一陸軍造兵廠大宮製造所（現在の自衛隊大宮駐屯地）にて光学レンズ製造に従事した。東京帝大や東工大の委託生と寝食を共にして、意気投合した。
- 1944年10月、陸軍兵器学校（相模原市淵野辺）に入学。肉体を極限まで追い込む2ヶ月の厳しい鍛錬の後、陸軍技術中尉に任官し尉官学生隊に編入され、真冬の東富士演習場で長期訓練が続いた。
- 1945年6月、終戦直前になって釜山経由で満州国四平街（現在の吉林省四平市）の陸軍燃料廠関東軍満州238部隊に陸軍技術中尉として派遣された。
- 1945年 - 赴任後2ヶ月で満州に進駐してきたソ連軍の支配下に入る。10月に満州国の首都だった新京大同学院での拘留を経て、11月下旬には千数百名の将校と共に黒河で列車ごとアムール川を渡河してシベリアの町ブラゴヴェシチェンスクへ。そしてウラル山脈を越えてタンボフ州マルシャンスクに到着したのは酷寒の冬が迫る年末のことだった。1946年にはウラル山脈の南端のチェリャビンスク収容所へ。1947年にはタンボフ州ドルムストロイで道路構築作業、タンボフ州カガノウイッチなどでも強制労に従事した。ソ連ではドイツとの戦争で1000万人以上の戦死者を出し、若い男が不足して女の国になっていた。ソ連は多民族国家で人種的偏見が微塵も感じられなかった。その結果、共に労働した地元の娘たちと親しくなっていたので、帰国の報を受けた時には地元の娘や親に残ってほしいと言われるほどだった。

### 復員そして闘病
- 1948年 - ナホトカから舞鶴へ帰還し、3年ぶりに故国の土を踏む。戦前との国の様子の激しい変化に戸惑いながらも、出征前から抱いていた学問に対する情熱は変わることはなかった。高等農業学校の校長や九州帝大の学長にまで相談し、間もなく始まる新制大学の教職を得ようと求職活動をした。しかし年老いた両親を置いて地元を離れる決断もできず、学者への道は不首尾に終わり、鳥取県立八頭高等学校の化学の教員になった。
- 1949年 - 結婚。見合いだったが、一目惚れして授業も手に付かないような入れ込みようだった。結婚と機を一にして県立八頭高校から鳥取県立鳥取西高等学校に転勤した。共学制が敷かれた初年度であり、若い教師と共学で華やぐ生徒たちとの間に熱い親交が築かれ、それが後の選挙の時の応援団にもなった。
- 1954年 - 教師になって6年、教育の魅力に目覚め、教科のみならず課外活動での生徒指導に熱意を燃やす一方、抑留生活を通して感じた政治信条に従って日教組の活動にも積極的に参画していた。しかしシベリア抑留時代の生活がたたったのか重症の肺結核に罹患。かろうじてストレプトマイシンが発見されたため命は取り留めたものの、「事前に遺書を書かされるような」肺切除の大手術を受け、その後の長期療養も含めて若い盛りに2年半のブランクとなった。
- 1957年 - 前年秋に復職したが、2年前の手術時にガーゼなどを肺に残す初歩的手術ミスのため結核が再発。再手術を余儀なくされ、再び一年半に及ぶ長期ブランクで三十代の半分を無為に費やすことになった。
- 1960年 - 県立鳥取西高から県立鳥取東高（西尾の出身校である旧制鳥取二中の後身校）に転籍となる。

### 教育行政の道へ
- 1963年 - 高校教育課指導主事として鳥取県教育委員会に移籍。自ら望んだ異動ではなかったが、1964年教職員課主任、1968年教職員課人事第一係長、1969年教職員課課長補佐、1971年教職員課長、1973年鳥取県教育委員会次長兼教職員課長と昇進した。この間、鳥取県は全国に先駆けて少子化が先行し、教員の定員を減らしながら、しかも若い教員を一定数補充していくという難問に直面していた。教員一人ひとりの家庭の事情を鑑みながら個別に退職勧奨をする日々だった。この対策として中堅教員の都市部への短期派遣なども企画実行した。その結果、かつては自らが中心になって活動した教職員組合と真っ向から対立することになった。
- 1975年 - これらの厄介な問題を抱えながらも教職員組合とも一定の関係構築に成功したことなどが評価され、鳥取県教育委員会教育長に就任した。以降、60歳まで7年間にわたって教育長を務めることになるが、これは全国でも稀な長期在任であった。これは先の教員の世代交代問題に加え、西日本特有の部落問題や1985年予定のわかとり国体準備などで、切れ味のよい指導力を発揮したことと、その過程で文部省と太いパイプを構築したことが理由と思われる。

### 地方行政の道へ
- 1982年 - 教育長を退任し、国体準備のため県体育協会に副会長職を新設して就任した。しかし時を同じくして、鳥取県選出の古井喜実が次期総選挙で引退すると宣言したため、空いたポストをめぐって県議、市長、知事、副知事などの間でドミノ倒しのようなことが始まった。そして鳥取市長が衆院選出馬の宣言を行った時、市議会保守会派は教育長としての実績を評価して、市長選で西尾を担ぐことにした。
- 1983年 - 選挙は予想外なことに数百票差の薄氷の勝利となる。これは、古井喜実の後継に鳥取県知事の平林鴻三が出馬するなど、保守系による政治ポストのたらい回しに市民の強い反発があったことと、官僚出身の首長ばかりが続いていることに対する市民の倦怠感もあったためとされている。
- 1985年 - 教育長時代から中心となって準備を進めた、第40回国民体育大会を開催。また、選挙時からのモットーを「若者の定着する街づくり」「地場産業の育成」「足腰の強い農林漁業」「観光の推進」「福祉の心を育てる」「参加するスポーツ、参加する文化活動」「清潔な明るい国体」「同和事業、教育の推進」として、なかでも企業誘致に尽力。東京、大阪を飛び回った。86年には、人とモノの交流の打診のため韓国・清州市も訪ね、名誉市民第一号となった。これが現在も続く姉妹都市交流の礎となった。
- 1987年 - 二期目の選挙は無風だった。89年に鳥取市制百周年となり記念行事が目白押しだったが、その中核は鳥取・世界おもちゃ博覧会だった。その準備で88年にドイツ・ハーナウ市を訪問し、将来の姉妹都市の礎を築いた。
- 1988年 - 休日も夜もスケジュールで埋める日々だったが、スピーチの最中に脳出血で倒れた。それから入院とリハビリを経て四ヶ月後に復帰したが、右半身に麻痺が残った。復帰し、世界おもちゃ博には間に合ったが、倒れる前のように全力投球で仕事に取り組むことはできないとして、任期を一年残しての辞職を決断した。

### 政界引退後
- 1990年 - 県立鳥取東高等学校（旧制鳥取二中）の同窓会・東雲会の会長に就任。
- 1992年 - 勲四等旭日小綬章受章。いつまでも自分で体を動かせるように、毎日自宅の周囲を散歩し、仲間と囲碁に興じ、左手でワープロを打って文を書き、大量の読書をし、新聞を読み、スポーツ番組に興じ、毎晩寝酒を嗜んで、リタイア後の20年間を寝たきりになることなく、亡くなる日まで自律的に生活をした。
- 2009年 - 11月15日、老衰のため鳥取市内の病院で死去、87歳。死没日をもって従七位から従五位に叙される[2]。

- 2011年11月 - 三回忌を記念して資料集つき伝記「満ちて溢れず 資料からたどる一人の男の足跡」（上中下）が中央印刷株式会社より自費出版。編者は長男の西尾啓一。